# 类推 (法律)
类推或类推制度在法律上，是指将有不同事实要求的法律规定在相似但未有明确规定情况下的运用。以类推所作出的结论将法律的使用范围拓展至此前未被规定的情况之下。类推制度来自于平等原则。一些国家的刑法明确规定禁止在不利于被告人的情况运用类推（禁止类推原则）。